# هیروود
هیروود (به انگلیسی: Harewood) یک روستا و محله مدنی در بریتانیا است که در سیتی لیدز واقع شده‌است. هیروود ۳٬۷۳۴ نفر جمعیت دارد.